# (41049) Van Citters
(41049) Van Citters est un astéroïde de la ceinture principale.

## Description
(41049) Van Citters est un astéroïde de la ceinture principale. Il fut découvert le 9 novembre 1999 à Fountain Hills (Arizona) par Charles W. Juels. Il présente une orbite caractérisée par un demi-grand axe de 2,76 UA, une excentricité de 0,25 et une inclinaison de 14,5° par rapport à l'écliptique.

## Compléments